# Abbaye de Faversham
L'abbaye de Faversham (Faversham Abbey en anglais) est un monastère clunisien sise au nord-ouest de la ville de Faversham dans le comté du Kent en Angleterre.

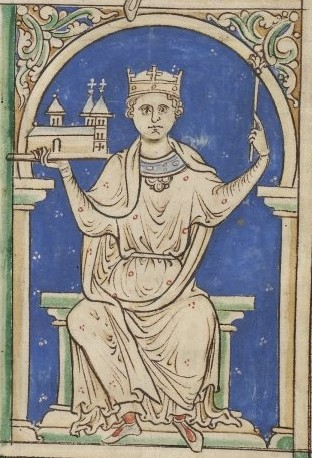
Le roi Étienne tient en main une reproduction en miniature de l'abbaye de Faversham (manuscrit de Matthieu Paris, British Library)

Le monastère est fondé par le roi d'Angleterre Étienne de Blois et la reine consort Mathilde de Boulogne, en 1148. La communauté initiale est formée de moines venus de l'abbaye de Bermondsey.
L'abbaye est dispersée en 1538 et par la suite, l'essentiel des bâtiments sont détruits. Une partie des matériaux est transportée par le génie militaire jusqu'en France, où les pierres sont réutilisées à renforcer les fortifications des villes du Calaisis, qui appartient alors à la couronne d'Angleterre (jusqu'en 1558).
Certaines des dépendances subsistent jusqu'en 1671 ; à cette date, le réfectoire est démantelé et sa charpente réutilisée pour bâtir un long entrepôt toujours visible sur Standard Quay, à proximité. Peu de temps après, les dernières traces de l'abbaye sont effacées et l'emplacement exact de l'église est perdu.
Au nombre des quelques vestiges de l'abbaye de Faversham, on compte les deux granges de la ferme de l'abbaye. La plus petite des deux dates de 1425 et la plus grande de 1476. Dans la basse-cour dont ils font partie, il y a d'autres bâtiments classés, dont la ferme de l'abbaye, datant partiellement du XIVe siècle, et un petit bâtiment supposé avoir été l'étable de l'abbé.
Il subsiste encore la maison d'hôtes de l'abbaye, sur le côté est du périmètre extérieur de l'abbaye, connu aujourd'hui sous le nom de maison Arden. Cette maison, aujourd'hui propriété privée sur Abbey Street, a été le théâtre de l'assassinat, fameux en Angleterre, de Thomas Arden en 1551. La maison qui lui fait face est supposée avoir été la maison du régisseur de l'abbaye.
L'abbaye est le lieu de sépulture du roi Étienne d'Angleterre, de la reine Mathilde et de leur fils Eustache IV de Boulogne. Leurs ossements auraient été jetés dans le cours d'eau voisin de la Faversham Creek lorsque le bâtiment a été démoli. Leurs tombeaux vides ont été mis au jour en 1964 et localisés tout près du centre du chœur. Il existe toutefois un cénotaphe sans inscription d'époque dans l'église paroissiale où leurs ossements auraient été ré-enterrés.